# 총괄갱신
총괄갱신(recapitulation, 總括更新)은 이레니우스의 핵심신학사상으로 헬라어 아포카타스타시스(αποκαταστασις)의 대역어이다. recapitulation(총괄갱신)개념을 가장 먼저 사용한 기독교 문서는 에베소서 1장 10절로  헬라어로는 ἀνακεφαλαὶωσις(ἀνακεφαλαὶωσαθαι)에서 오는 말이며, 개역성경에는 ‘통일’이란 말로 옮겨져 있다. 라틴어로는 recapitulatio라고 하는 recapitulation은 2세기 교부 이레니우스(Irenaeus)의 신학사상의 핵심으로 그리스도가 성육신함으로써 인류를 자신 안에 총괄하여 인류를 회복하며 갱신한다는 것을 표현하는데 쓰여 졌으며, 우리말로 “총괄갱신”이라고 번역한 것은 한철하 박사가 고안하여 그의 저서「고대기독교사상」에서 처음 사용한 용어이다.

## 참고 문헌
- 한철하, 「고대기독교사상」. 후스토 L. 곤잘레스, 이형기·차종순 역, 「기독교사상사(Ⅰ)」 (서울: 한국장로교출판사, 1998), 202쪽.
- 안명준, 한눈에 보는 성경조직신학, 2004, 344.